# Calle del General Ricardos
La calle del General Ricardos es una vía de la ciudad de Madrid, prolongación natural de la calle Toledo tras su cruce por el puente homónimo. Atraviesa, de norte a sur, Carabanchel, entre la glorieta del Marqués de Vadillo y la calle Eugenia de Montijo, por lo que funciona como eje vertebrador del distrito.
En su origen era el camino natural que unía la ciudad de Madrid con los antiguos municipios de Carabanchel Bajo y con Carabanchel Alto tras cruzar el río Manzanares por el puente de Toledo, donde el camino se bifurcaba en dos: el que iba a Toledo (aproximadamente por la actual calle de Antonio Leyva) y el que iba a los Carabancheles.
El auge de Carabanchel desde la segunda mitad del siglo XVIII y durante el siglo XIX con la proliferación de fincas reales y de la nobleza hizo que la calle General Ricardos se concibiera como el gran eje en torno al cual estaban estas fincas. Así fue el caso de la Finca Vista Alegre, la Quinta de Santa Rita y la Finca de Puerta Bonita, entre otras.
Tras la Guerra Civil se emprendió un Plan Especial sobre la calle, con intervenciones puntuales y dispersas de reconstrucción y regeneración sobre los vestigios de la guerra aprobadas por la Comisaría General para la Ordenación Urbana de Madrid (COUM) con el objetivo de crear en la calle General Ricardos la gran avenida del sur de Madrid.
Esa configuración es la que ha llegado hasta nuestros días y, aunque haya tenido diversas remodelaciones, no ha variado a grandes rasgos con la que se definió en ese Plan Especial.

## Ubicación
La calle arranca en el puente de Toledo, partiendo de la glorieta del Marqués de Vadillo, que delimita los distritos de Carabanchel y Arganzuela. Continúa hacia el sur, haciendo de frontera de los barrios de San Isidro, Opañel, Vista Alegre y Puerta Bonita. Finalmente se encuentra con la calle Eugenia de Montijo, sin que aparentemente dé la sensación de haber cambiado de calle, pues realmente se trata de una prolongación.
La calle atravesaba los antiguos barrios de las Pavas, del Tercio y Terol.
Debe su nombre actual al general Antonio Ricardos (1727-1794). Anteriormente la calle fue conocida como carretera de Carabanchel,Camino Real de Aranjuez y Generalísimo.

## El tranvía de la calle General Ricardos (1879)
En 1876 el banquero Enrique O'Shea consiguió la concesión para realizar el trazado de una vía de tranvía que uniera Madrid con Leganés, pasando por los Carabancheles, línea que posteriormente fue traspasada a la Compañía General Española de Tranvías.
El banquero hizo una sencilla reflexión: "Hoy transitan entre Madrid, los Carabancheles y Leganés 1.100 personas diarios, 40 jinetes, 70 coches-ómnibus con 1.000 viajeros, 10 coches de alquiler con 25 plazas y 12 coches particulares con 40; es, pues, un tránsito de 2.205 viajeros a los que hay que sumar los 50.000 transeúntes que diariamente circulan entre la Plaza Mayor y el Puente de Toledo. A ello hay que añadir los carros de mercancías. De las carreteras que llegan a Madrid, la más concurrida, sin duda, es la de los Carabancheles. El tranvía será rentable".
Tenía la cabecera en la Plaza Mayor y desde allí, a lo largo de un trazado de 11 kilómetros, bajaba por la calle Toledo, atravesaba el río Manzanares por el Puente de Toledo y continuaba su recorrido por la carretera de Fuenlabrada, que posteriormente se llamaría calle General Ricardos. Su recorrido era muy similar al recorrido de la actual línea de autobús 35 (Carabanchel Alto-Plaza Mayor) o la línea 5 de metro en el tramo entre Carabanchel y Opera.
Madrid y Carabanchel limitan su término municipal en el río Manzanares. Sin embargo, en aquellos años, el centro urbano de Madrid no empieza hasta la altura de la puerta de Toledo. Desde la puerta de Toledo al puente de Toledo, eran tierra de campo en las que sólo existía un camino que unían la puerta de Toledo y su puente, lo que posteriormente se llamaría la calle Toledo. Lo mismo en Carabanchel, su término municipal comenzaba en lo que conocemos hoy como glorieta del Marqués de Vadillo pero el casco urbano del pueblo de Carabanchel Bajo no empezaba hasta la actual Oporto, monumento de Puerta Bonita. Entre el casco urbano de Carabanchel Bajo y el Puente de Toledo todo eran tierras de cultivo y sólo había una camino que posteriormente pasó a ser la carretera de Fuenlabrada. A principio de siglo XX se empezarán a desarrollase edificaciones a ambos lados de esta vía, que posteriormente se rebautizó como calle General Ricardos, gracias a este crecimiento urbanístico Carabanchel Bajo conseguirá que su casco urbano llegue hasta el río Manzanares. El tranvía entraba a Carabanchel Bajo por una de las siete puertas que se abrían al pueblo, la del marqués de Salamanca, a la que los vecinos de los Carabancheles llamaban graciosamente "Puerta Bonita". De nuevo por la carretera (actual avenida de Carabanchel Alto), enfilaba Carabanchel Alto, que atravesaba por el centro, hasta llegar los límites de Leganés.
Eran coches tirados por caballos, de 46 asientos cada uno. El servicio comenzaba a funcionar a las seis y media de la mañana y terminaba a las nueve de la noche. Las tarifas se establecían en función de la longitud del recorrido, e iban desde los tres céntimos hasta el billete más caro, a Leganés, que costaba una peseta. En 1890, y dada la gran distancia entre Madrid y el pueblo de Leganés, el servicio se redujo a dos viajes diarios de ida y vuelta, al tiempo que la tracción animal de los coches era sustituida por los tranvías eléctricos que circulaban a una velocidad de "vértigo": los tranvía a caballos circulaban a 9 kilómetros por hora, y con los nuevos tranvías eléctricos la velocidad aumentó hasta 20 kilómetros por hora.
Consta en documentos de la época, que los alcaldes de los Carabancheles se pusieron de acuerdo para llevar a cabo una ofensiva conjunta en 1909 ante el Ministerio de Fomento, con el objetivo de que se duplicaran las vías del trazado y de esta manera aumentar el servicio, ante la demanda creciente como consecuencia del aumento de población y, de forma muy especial, cuando se celebraban corridas de toros en la plaza de toros de Vista Alegre.

## La configuración como gran eje
La calle que existía antes de la Guerra Civil quedó tan dañada que se emprendió un Plan Especial sobre la calle General Ricardos, con intervenciones puntuales y dispersas de reconstrucción y regeneración sobre los vestigios de la guerra, aprobadas por la Comisaría General para la Ordenación Urbana de Madrid (COUM) con Juan Laguna al frente desde 1954. 
Se destacan dos escenarios singulares realizados por los arquitectos Luis García de la Rasilla, Luis Alemany Soler, Luis Villanueva Echevarría y Felipe Pérez Somarriba:
1.-  El primero corresponde a la gran plaza semicircular en la embocadura del Puente de Toledo (glorieta del Marqués de Vadillo 1-5, 6-8; C/Antonio López, 2-4; C/ Fuenlabrada 4-12; C/ Lola Membrives, 1-5; C/ General Ricardos, 2, 3-7) cóncavo y porticado escenario abierto al Manzanares y al amparo del barroco de Ribera, telón de fondo para viviendas de funcional porte y a dos crujías según tipos derivados de la vivienda colectiva del Reich alemán de los años 30, revestidos de los tics emblemáticos de la arquitectura del Estado autárquico, en pos del "estilo oficial" y bajo la estética coral de técnicos a las órdenes de García de la Rasilla, al amparo de la ordenación aprobada en 1942 por la Junta de Reconstrucción; partiendo de la ambigüedad entre la manzana cerrada y la manzana abierta y el rechazo de la vivienda corredor, se busca la "vivienda… acogedora, saludable y digna", acabada "con la dignidad de cualquier construcción" y "la alegría necesaria de toda vivienda" para "hacer… lugares dignos y acogedores, teniendo en cuenta que la casa es templo de Dios". Prolongan esta secuencia otros bloques en la misma sintonía en los comienzos de la calle Antonio López y en el más rotundo de comienzos de la calle General Ricardos, un prisma invocador de cierto clasicismo fluctuante entre la manierista arista del frente curvo y la casi herreriana arista del borde superior, con frentes interiores del patio de guiños "cuasi" racionalistas liberados de los excesos caligráficos de los frentes urbanos, cuyas fachadas pretenden seguir el "carácter tradicional de nuestra villa y Corte", conjugando revocos y piedra artificial sobre la singular calle corredor circular bajo pórtico, orgullo de sus autores, para quienes "bloques… como el presente… puedan servir de paradigma a las generaciones venideras".
2.- El segundo a la altura de la plaza de Vista Alegre (C/ General Ricardos, 206-218 y 250-254; c/ Matilde Hernández, 105-113; Avda. Plaza de Toros, 1-3), cuya intervención fue aprobada en 1955 por el COUM y promovida y construida por la OSH, se erige el bloque quizás más representativo del conjunto: una manzana triangular cerrada (o semicerrada) sobre un amplio patio de manzana de muy pregnantes fachadas con aires de Regiones Devastadas: portadas, dinteles, jambas y especialmente la retórica cornisa corrida con singular secuencia de huecos arqueados, además del tratamiento axial del cuerpo remetido del frente principal que, junto a ciertos matices racionalistas y la enfática arquería porticada inferior, remitiría a la casa de Fernández Balbuena en la calle Miguel Ángel.

## El Puente de Toledo: la puerta de entrada de la calle General Ricardos

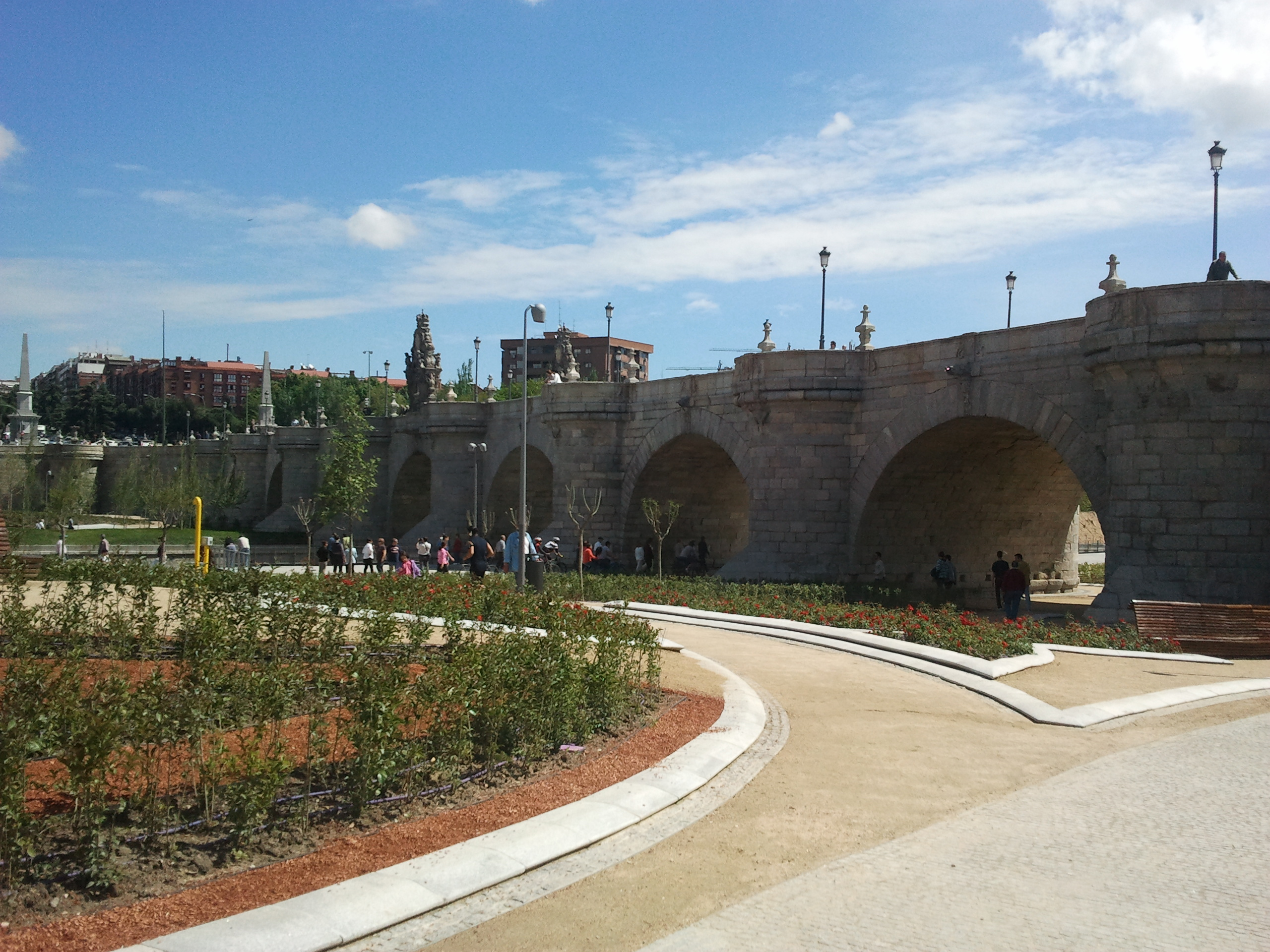
El puente de Toledo (Carabanchel) a su paso por el parque Madrid Río. El Puente de Toledo es la puerta de entrada histórica a Carabanchel desde Madrid.

El puente de Toledo, junto con el puente de Segovia, es unos de los puentes históricos de Madrid. El puente de Toledo ha sido la entrada histórica desde el centro de Madrid a Carabanchel. Al igual que en Sevilla el puente de Triana une Sevilla con el barrio de Triana el Puente de Toledo se construyó para unir los municipios de Madrid y Carabanchel, cuando ambos eran dos municipios independientes.
El origen de esta construcción data del siglo XVII, cuando Felipe IV proyectó enlazar la villa de Madrid con el camino de Toledo por medio de un puente sobre el río Manzanares. El primer proyecto fue concebido por Juan Gómez de Mora y construido por José de Villarreal entre 1649 y 1660, y era conocido con el nombre de Puente Toledana. Sin embargo, una crecida del río lo destruyó poco después, obligando a proyectar uno nuevo en 1671.
En 1680, recién terminado el nuevo puente, otra riada lo volvió a destruir. En esta ocasión los encargados de su reconstrucción fueron José del Olmo, que realizó el diseño en 1682 y José de Arroyo. Las líneas básicas de este proyecto fueron mantenidas por Teodoro Ardemans cuando se hizo cargo de las obras en 1684.
Pedro de Ribera fue encargado de realizar el puente actual en el año 1715. Sin embargo, no se retomó el proyecto hasta 1718, cuando el corregidor Francisco Antonio de Salcedo y Aguirre, marqués de Vadillo, se propuso terminar la obra. Estas comenzaron en 1719 y concluyeron en 1732.
El puente, construido con sillares de granito, se compone de una parte central formada por nueve arcos de medio punto con sólidos contrafuertes y tambores que se rematan en balconcillos. El tablero tiene un ancho de 4'95 metros. En la zona central se encuentran dos hornacinas o templetes adornados con elementos churriguerescos y que contienen las estatuas en piedra caliza de los patrones de Madrid, San Isidro Labrador y Santa María de la Cabeza, realizadas en 1723 por el escultor Juan Alonso Villabrille y Ron con la colaboración de Luis Salvador Carmona. En cada extremo del tablero se extienden sendas rampas que enlazan con cada una de las orillas. En el lateral correspondiente a la glorieta de Pirámides otras dos rampas, transversales al puente, daban antiguamente acceso a los lavaderos y huertas situados en la orilla del río.
En el siglo XX comenzó a pensarse en la protección del monumento, que por el paso de los años y el tráfico soportado, comenzaba a dar muestras de deterioro. En 1952 Carlos Fernández Casado, ingeniero de Caminos y una de las mayores autoridades españolas en puentes, elaboró un anteproyecto de construcción de dos puentes a ambos lados del de Toledo para desviar por ellos el tráfico rodado y mejorar su conservación.
En 1956 el puente es declarado Monumento Histórico artístico.
En 1972, dentro del proyecto de construcción de la autovía de cirunvalación M-30, se iniciaron las obras de los dos puentes laterales que permitieron liberar al puente de Toledo de la gran carga de tráfico que soportaba. Con la canalización del río se mejoró también la fisonomía de los arcos. No obstante, la autopista discurría paralela a ambos lados del río pasando bajo los arcos del puente y dejó marcado tanto su entorno como el de todo el río Manzanares. 
En un informe realizado en los años 80 por Patrimonio Histórico del Ayuntamiento (con la colaboración de Carlos Fernández Casado) con motivo del Plan de Saneamiento Integral, se detectó que las pilas habían sufrido modificaciones precisamente a raíz de las obras anteriores y se hizo un Estudio de Recalce y Consolidación:
En 1992 es declarado Bien de Interés Cultural.
En los años siguientes, siendo alcalde José María Álvarez del Manzano, es sometido a obras de restauración patrocinadas por la Fundación Caja Madrid que son concluidas, según figura en una placa, el 17 de noviembre de 1997.
En 2007, no sin fuerte polémica, concluyó el proceso de soterramiento de la M-30 con, entre otros, el objetivo de recuperar toda la ribera del río para el uso y disfrute de los peatones. En el transcurso de estas obras se descubrieron restos arqueológicos de lo que parecen ser seis pilas con el arranque de los arcos, de los que sólo quedan dos, del antiguo puente Toledana. Están situadas aguas abajo del actual, a una cota de ocho metros por debajo de la actual carretera, y se estudia mantenerlas en el mismo lugar una vez restauradas. El puente volvió a ser sometido a nuevas obras de consolidación y restauración, siendo Alcalde de Madrid Alberto Ruiz Gallardón, concejal de Carabanchel Carlos Izquierdo y director de las obras Manuel Melis.
En la actualidad el Puente de Toledo se encuentra integrado dentro del Parque Madrid Río, que discurre a ambas riberas del río Manzanares, siendo una pieza esencial. La remodelación posterior que se hizo de la calle General Ricardos, siendo concejal de Carabanchel, Carlos Izquierdo posibilitó dar una continuidad al Madrid Río a través de la glorieta del Marqués de Vadillo con la calle General Ricardos que recuperó el protagonismo perdido a lo largo de los últimos años.

## La finca de Vista Alegre (la finca de la calle General Ricardos)
El origen de la finca de Vista Alegre, que linda en casi un kilómetro con la calle General Ricardos, nace a partir de cuatro grandes fincas: dos quintas de recreo y dos fábricas de jabón. Si bien, de entre ellas, destaca la finca con la casa de campo del que fuera médico de su majestad Higinio Antonio Llorente quien la configuró a partir de 1802.
Tras la Invasión Francesa la finca es vendida al comerciante Francisco Ignacio de Bringas, el creador, años después, del famoso jardín de Apolo.
En 1823 la finca es nuevamente vendida al matrimonio Pablo Cabrero y Josefa Martínez Arto, dueña de la famosísima Real Fábrica Platería de Artó. A ellos se debe la transformación del conjunto en una quinta de recreo pública y también su bautismo con el inmortal nombre de "Vista Alegre". Su inauguración se produjo en 1824 y contaba con un casino, casa de baños y una gran huerta y jardín, con diferentes juegos y caprichos, pero pronto el negocio pasó a ser ruinoso, lo que animó a sus dueños venderla en 1832.
Así, en 1832 la finca es comprada por la reina María Cristina de Borbón, cuarta esposa de Fernando VII, quien inmediatamente comenzaría su engrandecimiento, comprando fincas adyacentes hasta alcanzar 44 en 1836 y 50 hectáreas cercadas. De entre ellas destacan cuatro grandes fincas, dos quintas de recreo y dos fábricas de jabón.
El casino se transformó en palacio representativo, complementado con otras construcciones, la mayoría diseminadas por la Real Posesión, como la contigua Estufa Grande, la antaño magnífica casa de Bella Vista destinada a exposición de aves disecadas y biblioteca, así como las casas de Dependientes, Administración, Oficios, Caballerizas, de Vacas, de Gusanos de Seda, la Capilla, la Naranjera con su pajarera en el centro, la de Juegos, la Codornicera, la Faisanera, el Castillo Viejo escondido en el bosque, la Ría Navegable con su isla, y la casa de Campo del que fuera marqués de Negrón llamada de "Navarro" para oratorio y mirador.
Posteriormente empezaría la construcción de un nuevo palacio con mayores pretensiones que "el viejo" y llamado a ser el principal, mientras se reformaba y extendía el jardín siguiendo las modas paisajistas y el cual se convertiría en uno de los jardines de este tipo más importantes de España.
En 1846 la reina madre María Cristina de Borbón dona a sus hijas Isabel II y a la infanta Luisa Fernanda la Real Posesión, si bien al resultar imposible su división quedó en manos de la infanta Luisa Fernanda y de su marido el duque de Montpensier quienes decidirían venderla en 1859.
Así, en 1859 el célebre y poderoso abogado y banquero malagueño José de Salamanca la compró llevándola a su máximo esplendor. Posteriormente, la ruina del Marqués de Salamanca le obligó a fijar allí su residencia en lugar de tenerla como finca de recreo, falleciéndo este en la finca en 1883.
Dadas las enormes deudas que dejó sus herederos cedieron en 1886 la finca al Estado quien lo reconvirtió en un gran recinto de establecimientos asistenciales y docentes de titularidad pública.
Hoy constituyen el espacio más importante de equipamientos públicos que tiene la Comunidad de Madrid en la propia ciudad de Madrid, aunque también hay equipamientos del Ministerio del Interior o del Ministerio de Defensa.
El acceso principal a todos estos edificios está por la calle General Ricardos, 177.

## Reformas de la calle
La calle ha sido objeto de numerosas reformas e intervenciones concretas para darle cada vez más entidad. Entre ellas destacan:
1.- La realizada siendo concejal de Carabanchel Manuel Martínez Blanco en 1992 que cambió su pavimento y puso un vallado entre la acera y la calzada para canalizar el tráfico peatonal.
2.- La realizada siendo concejal de Carabanchel Alberto López Viejo en 1998 por la que se cambió su configuración con la creación de una mediana, dejando más estrechos los carriles de circulación. Esto gerneró una fuerte protesta vecinal por el empeoramiento general de la calle.
3.- La realizada siendo concejal de Carabanchel Carlos Izquierdo en 2009 por la que se volvió a la configuración anterior pero con muchas novedades. Los objetivos principales de esta actuación fueron:
A) Dinamizar la actividad comercial de la zona.
B) Mejorar las condiciones ambientales y estéticas del entorno.
C) Aumentar el espacio peatonal y mejorar la accesibilidad.
Entre las acciones del proyecto encaminadas a la consecución de los objetivos cabe destacar:
A) Ensanche de aceras.
B) Renovación de pavimentos, alumbrado público y mobiliario urbano.
C) Construcción de una galería de servicios: Este sistema consta de una galería subterránea y unos cajones de servicio bajo la acera que albergan las conducciones y acometidas de agua, electricidad, teléfono, etc., de manera que no sea necesaria la apertura de zanjas en caso de renovación o reparación de los servicios.
D) Construcción de un carril-bici de casi 1,9 km de longitud como alternativa de transporte sostenible. El objetivo fue ofrecer a los ciudadanos una infraestructura ciclista segura y cómoda para sus desplazamientos cotidianos.
Sin embargo, si algo fue objeto de cambio, fue la remodelación de la plaza de Oporto que fue objeto de una gran transformación de su concepción y de su funcionalidad: El tráfico de la Avenida de Oporto y la calle del Valle del Oro se distribuyó en un solo vial de doble sentido conectado con la calle de la Oca, y un único cruce con la calle del General Ricardos más directo y eficaz. Esta actuación permitió recuperar espacio para el peatón, creando dos nuevas zonas estanciales:
A) En el suroeste de la plaza, donde la vegetación define la percepción atmosférica, protegi- da del tráfico por parterres con arbustos y arbolado. En esta zona se incluye un espacio de juego para niños y una zona de ejercicio para mayores.
B) El tercio noreste de la plaza, donde se sitúa la salida del Metro, tendrá un carácter más comercial. Dispondrá de terrazas y de una zona central, libre de vegetación, y uso multifun- cional para mercadillos temporales o actividades puntuales.

## Arteria de Madrid
La calle General Ricardos puede considerarse la Gran Vía de Carabanchel, la calle más importante del distrito, al igual que la Gran Vía lo es del distrito Centro, la calle de Arturo Soria del distrito de Ciudad Lineal, la Calle Hermanos García Noblejas del distrito de San Blas-Canillejas o el Paseo de Extremadura del distrito de Latina.
En este sentido, tiene una configuración similar con la de la calle de Bravo Murillo en el norte, en el distrito de Tetuan, o con la de la avenida de la Albufera en el este, en el distrito de Puente de Vallecas, pues se trata de los ejes principales de estos distritos, que los atraviesan y conforman, y que son calles con una gran vocación comercial.